# 祖母傾國定公園
祖母傾國定公園（そぼかたむきこくていこうえん）是一個位於日本九州東部的國定公園，它跨到了日本的大分縣和宮崎縣，是屬於山岳型的國家公園，於1965年3月25日成立。

## 概要
名稱源自縣境上的祖母山和傾山。包括大崩山（おおくえやま）、祖母山南麓岩戶川的高千穗峽、祖母傾山系北麓桑原川上流的藤河內溪谷（ふじがわちけいこく）等景勝地。
高千穗是日本神話中的「天孫降臨之地」，有著名的高千穗夜神樂，是宮崎縣北部第一的觀光地。

## 主要景勝地
- 祖母山
- 傾山
- 大崩山
- 藤河內溪谷
- 川上溪谷
- 滯迫峽
- 神原溪谷
- 高千穗峽
- 祝子川溪谷（ほうりがわけいこく）
- 三國峠
- 三里河原（さんりがわら）
- 鹿川溪谷

## 外部連結
- 【國定公園　傾山】～大分縣佐伯市觀光協會 （页面存档备份，存于）